# Masamune-kun no Revenge
Masamune-kun no Revenge (яп. 政宗くんのリベンジ Масамунэ-кун но рибэндзи, букв. «Месть Масамунэ») — манга, написанная Хадзуки Такэокой и иллюстрированная Tiv. Публикуется с 2012 года в сёнэн-журнале Comic Rex. Аниме-адаптация студии Silver Link начала транслироваться 5 января 2017 года.

## Сюжет
8 лет назад над Масамунэ Макабэ беспощадно издевалась одна девочка по имени Аки Адагаки. Теперь Масамунэ решил поменять свою жизнь и отомстить Аки. Несколько лет спустя Масамунэ появляется в новом обличии — красивым, популярным, при этом успешным в спорте. Он переводится в школу, где учится Аки, и теперь Масамунэ готов противостоять девушке, чтобы отомстить, а также, как и его много лет назад, наконец унизить её.

## Персонажи

### Основные персонажи
Масамунэ Макабэ (яп. 真壁 政宗 Макабэ Масамунэ) — главный герой. Считается красавцем в школе среди девушек. В детстве он был пухлым мальчиком, над которым издевалась Аки и многие другие дети. Его чувства мести направлены именно в сторону Аки, так как она отвергла его чувства и дала ему кличку «свинка», когда он был ребёнком.
Сэйю: Нацуки Ханаэ
Аки Адагаки (яп. 安達垣 愛姫 Адагаки Аки) — главная героиня, носит прозвище «Брутальная принцесса». Она известна своим жестоким обращением к мальчикам. Но это было не всегда, в детстве она встретила мальчика по имени Масамунэ Макабэ, она весело проводила с ним время, общалась и радовалась. Но в один день он просто исчез... Ни слуха ни духа, после его ухода её сердце было подавлено. Она довольно общительная и хорошо учится. Позже выясняется, что ненависть Аки по отношению к мужчинам была связана с тем, что — мальчик с которым она хорошо общалась — вдруг неожиданно ушёл без слов, в результате чего её сердце было разбито. Она утверждала, что никогда не называла Масамунэ прозвищем «поросёнок», тем более она никогда не слышала этого прозвища раньше. Также выясняется, что она любит пухленьких мальчиков.
Сэйю: Аяка Охаси
Ёсино Коиваи (яп. 小岩井 吉乃 Коиваи Ёсино) — горничная, последовательница Аки. Очень неуклюжая девушка. Тем не менее, под её неуклюжей и застенчивой внешностью на самом деле скрывается очень обманчивая и холодная личность, способная обмануть Аки без раздумий. Позже выясняется, что 8 лет назад она переоделась в Аки и отвергла Масамунэ, дав ему прозвище «поросёнок». Позже она очень сильно сожалела об этом и попыталась вернуть то, что она натворила после того, как она и Масамунэ воссоединились в средней школе.
Сэйю: Инори Минасэ
Нэко Фудзиномия (яп. 藤ノ宮 寧子 Фудзиномия Нэко) — очень милая, веселая и при этом богатая девушка, которая поступила в школу после того, как Макабэ «помог ей». У Нэко очень слабое тело и крайне слабое здоровье, из-за этого ей приходится по необходимости принимать много лекарств, для поддержания здоровья. После того как её отверг Масамунэ, её состояние крайне ухудшилось и в связи с этим она переехала за границу и там перенесла операцию. После выздоровления она вернулась обратно в Японию.
Очень любит подшучивать над Масамунэ.
Сэйю: Судзуко Мимори
Таэ Футаба (яп. 双葉 妙 Футаба Таэ) — староста класса Масамунэ.
Сэйю: Адзуса Тадокоро
Кодзюро Сюри (яп. 朱里 小十郎 Сюри Кодзю:ро:) — лучший друг Масамунэ, который выглядит как девочка, хотя он на самом деле парень. Он влюблён в Нэко.
Сэйю: Саори Хаями
Канэцугу Гасо (яп. 雅宗 兼次 Гасо: Канэцугу) — пухлый парень, который утверждал, что является «Масамунэ» — другом детства Аки. Впоследствии оказывается, что Гасо девушка, хотящая казаться парнем.
Сэйю: Мицуки Сайга

### Семья Масамунэ
Кинуэ Хаясэ (яп. 早瀬 絹江 Хаясэ Кинуэ) — мама Масамунэ, по внешнему виду и характеру она очень похожа на ребёнка.
Сэйю: Юй Огура
Тинацу Хаясэ (яп. 早瀬 千夏 Хаясэ Тинацу) — младшая сестра Масамунэ, которая, в отличие от своего брата, не заботится о своём питании.
Сэйю: Асука Огамэ

### Второстепенные персонажи
Канэко Сонока (яп. 金子 園香 Сонока Канэко) — одна из последовательниц Аки, которая постоянно носит очки.
Сэйю: Мария Исэ
Мидори Юсаки (яп. 水野 鞠 Юсаки Мидори) — является секретарём по вопросам семьи Адагаки.
Сэйю: Сатоми Сато
Мари Мидзуно (яп. 水野 鞠 Мидзуно Мари) — вице-президент студенческого совета, а также последовательница Аки.
Сэйю: Ами Косимидзу

## Медиа-издания

### Манга
Манга авторства Хадзуки Такэоки с иллюстрациями корейской художницы Tiv начала публиковаться в журнале Comic Rex издательства Ichijinsha 27 октября 2012 года. Первый том в формате танкобона был выпущен 27 апреля 2013 года. Восьмой том вышел 27 января 2017 года. Компания Seven Seas Entertainment приобрела права на выпуск манги на территории Северной Америки 4 сентября 2015 года.

### Ранобэ
Адаптация манги в виде единственного тома ранобэ была выпущена 20 декабря 2013 года.

### Аниме
Аниме-адаптация была анонсирована издательством Ichijinsha 23 июня 2016 года. Аниме-сериал, состоящий из 12 серий, начал транслироваться 5 января 2017 года на телеканалах Tokyo MX, AT-X, BS Fuji. Производством занималась студия Silver Link, режиссёром является Мирай Минато, сценаристами — Митико Ёкотэ и Кэнто Симояма, дизайн персонажей разработан Юки Саваири.
Композитором аниме-сериала является Тацуя Като. Открывающую композицию под названием «Wagamama MIRROR HEART» (яп. ワガママMIRROR HEART) исполнила Аяка Охаси, а закрывающую «Elemental World» исполнила певица ChouCho.
01.04.2022 студией Silver Link был анонсирован второй сезон аниме-адаптации.

## Критика
Ребекка Сильверман, критик сайта Anime News Network, в своём обзоре первого тома манги отметила, что концепция комедии и романтики, основанная на мотивах мести, до сих пор актуальна. Так, она назвала Ёсино Коиваи наиболее интересным персонажем и в то же время обратила внимание на характер Масамунэ, которому приходится думать о своих поступках, оказавшись в различных ситуациях. Ребекка назвала героиню Аки Адагаки «совершенно отвратительной» и подчеркнула, что дальнейшее её развитие в положительную сторону, в частности, раскрытие её романтической стороны, будет проблемным. Также Ребекка положительно отозвалась о качестве рисовки, однако заявила об анатомически неправильном дизайне некоторых женских персонажей.